# Corydalis integra
Corydalis integra är en vallmoväxtart som beskrevs av William Barbey och Major. Corydalis integra ingår i släktet nunneörter, och familjen vallmoväxter. Inga underarter finns listade i Catalogue of Life.

## Bildgalleri

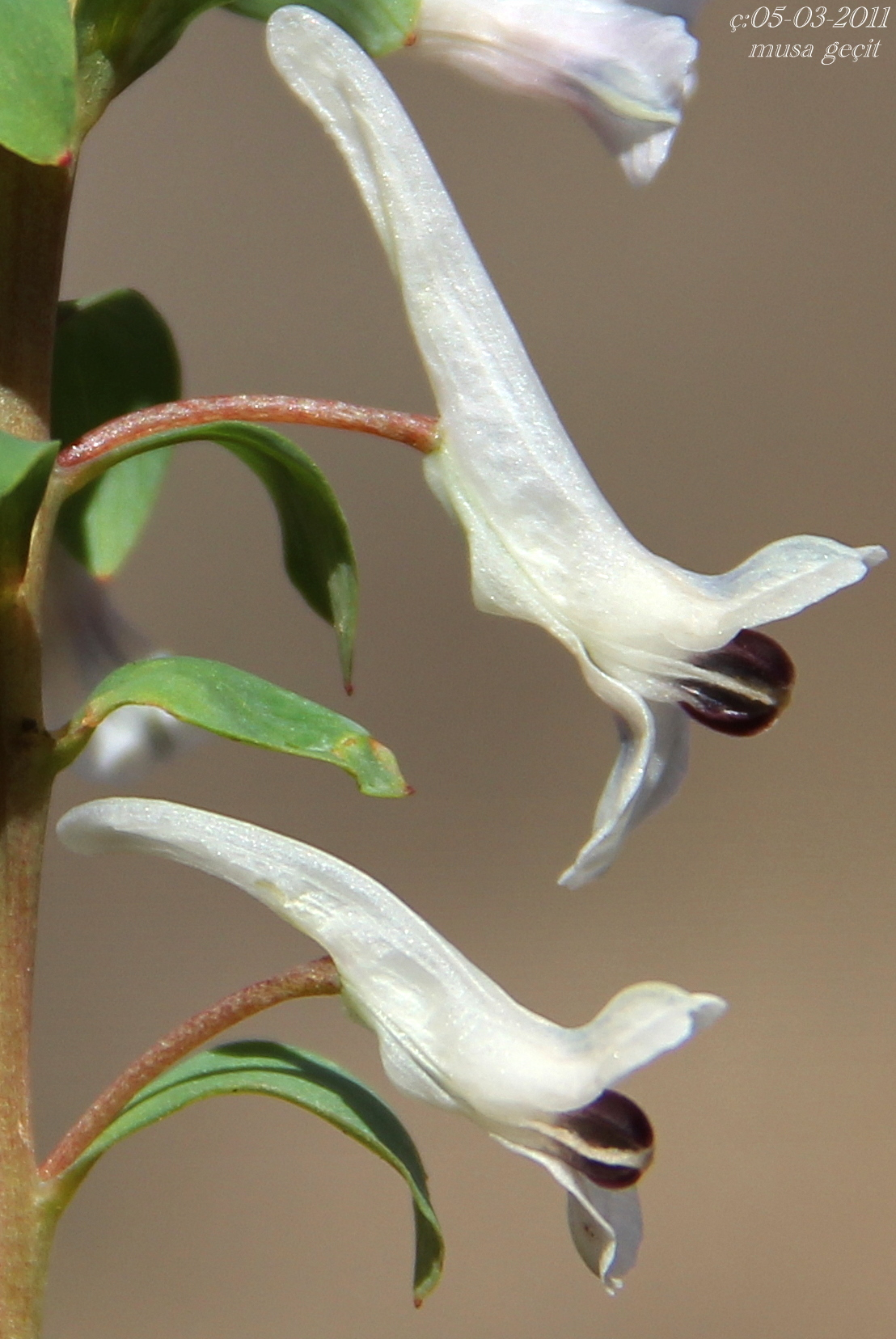